# Harris English
Harris English (Valdosta, 23 luglio 1989) è un golfista statunitense, membro del PGA Tour.

## Carriera amatoriale
Nato in Valdosta, Georgia, English ha frequentato la scuola superiore The Baylor School di Chattanooga, Tennessee, diplomandosi nel 2007. Mentre era a Baylor, l'inglese ha vinto un titolo di stato individuale del Tennessee nel 2005 e ha vinto quattro titoli di stato a squadre del Tennessee dal 2004 al 2007. Impegnato come studente delle superiori presso l'Università della Georgia ad Atene, English ha giocato nella squadra di golf Bulldog e si è laureato nel 2011 con una laurea in economia.
Da dilettante, English ha partecipato a due eventi del Nationwide Tour 2011 : lo Stadion Athens Classic all'UGA a maggio e il Nationwide Children's Hospital Invitational a luglio, che ha vinto. È stato solo il terzo dilettante a vincere al Tour, dopo Daniel Summerhays nel 2007 e Russell Henley nel 2011 . Il torneo si è svolto presso l'Ohio State University Golf Club, Scarlet Course a Columbus.

## Carriera professionale
Dopo aver giocato nella Walker Cup nel 2011 in Scozia, English è diventato professionista a settembre. Il suo debutto è stato al Soboba Golf Classic del Nationwide Tour e ha quasi vinto il suo secondo evento al WNB Golf Classic, ma ha perso in un playoff contro Danny Lee . Il secondo posto lo ha portato al 75 ° posto nella lista dei soldi del Nationwide Tour. A dicembre, l'inglese ha guadagnato la sua tessera PGA Tour per il 2012 finendo in parità per il 13 ° posto al PGA Tour Qualifying Tournament .

### Tour PGA
Come debuttante del PGA Tour nel 2012, English ha realizzato 22 tagli su 27 con tre primi dieci posti e ha guadagnato oltre $ 1,18 milioni per mantenere la sua carta del tour. Ha ottenuto la sua prima vittoria nel 2013, al FedEx St. Jude Classic di Memphis a giugno. Nel corso dell'anno, l'inglese ha vinto per la seconda volta all'OHL Classic a Mayakoba. Un round finale 65 che lo porta a una vittoria in quattro tempi su Brian Stuard.
Nel febbraio 2015, English ha ricoperto il ruolo di co-lead nella fase a 54 buche del Farmers Insurance Open, insieme a JB Holmes. Nel round finale, ha fatto un birdie alla 72ª buca per unirsi a un playoff di morte improvvisa di quattro uomini con Holmes, Jason Day e Scott Stallings . Alla prima buca dei playoff, English ha giocato il suo lay-up nel rough e ha potuto fare il par solo nella 18ª buca par-5, dove è stato eliminato insieme a Stallings.
Nel gennaio 2021, English e ha vinto il Sentry Tournament of Champions al Kapalua Resort alle Hawaii. Ha vinto nei playoff contro Joaquín Niemann. English si è qualificato per il torneo, solitamente riservato ai vincitori del Tour nell'anno precedente, a causa della qualificazione per il Tour Championship 2020 e dell'allentamento dei requisiti di iscrizione a causa dell'interruzione causata da COVID-19 alla stagione del PGA Tour 2019-20.

## Vittorie amatoriali (2)
- 2007 Georgia State Amateur
- 2011 Southern Amateur

## Vittorie professionali (9)

### Vincite PGA Tour (5)
| No. | Data             | Torneo                         | Punteggio di vincita | Par | Margine | Secondo/i                       |
| --- | ---------------- | ------------------------------ | -------------------- | --- | ------- | ------------------------------- |
| 1   | 9 giugno 2013    | FedEx St. Jude Classic         | 66-64-69-69=268      | −12 | 2 colpi | Phil Mickelson, Scott Stallings |
| 2   | 17 novembre 2013 | OHL Classic a Mayakoba         | 68-62-68-65=263      | −21 | 4 colpi | Brian Stuard                    |
| 3   | 10 gennaio 2021  | Sentry Tournament of Champions | 65-67-66-69=267      | −25 | Playoff | Joaquín Niemann                 |
| 4   | 27 giugno 2021   | Travelers Championship         | 67-68-67-65=267      | −13 | Playoff | Kramer Hickok                   |
| 5   | 25 gennaio 2025  | Farmers Insurance Open         | 68-73-66-73=280      | −8  | 1 colpo | Sam Stevens                     |

### Record playoff PGA Tour (2–1)
| No. | Anno | Torneo                         | Sfidante/i                              | Risultato                                                                                              |
| --- | ---- | ------------------------------ | --------------------------------------- | --- |
| 1   | 2015 | Farmers Insurance Open         | Jason Day, J.B. Holmes, Scott Stallings | Day vince con il par sulla seconda buca extra English e Stallings eliminati con birdie alla prima buca |
| 2   | 2021 | Sentry Tournament of Champions | Joaquín Niemann                         | Vinto col tiro birdie sulla prima buca extra                                                           |
| 3   | 2021 | Travelers Championship         | Kramer Hickok                           | Vinto col tiro birdie all'ottava buca in più                                                           |

### Vincite Tour nazionali (1)
| No. | Data           | Torneo                                                     | Punteggio di vincita | Par | Margine | Secondo/i                       |
| --- | -------------- | ---------------------------------------------------------- | -------------------- | --- | ------- | ------------------------------- |
| 1   | 24 luglio 2011 | Nationwide Children's Hospital Invitational (come amatore) | 66-66-68-70 = 270    | −14 | 1 colpo | John Peterson (a), Kyle Reifers |

### Record di playoff del tour nazionale (0-1)
| No. | Anno | Torneo           | Sfidante  | Risultato                             |
| --- | ---- | ---------------- | --------- | ------------------------------------- |
| 1   | 2011 | WNB Golf Classic | Danny Lee | Perso alla pari alla prima buca extra |

### Altre vittorie (3)
| No. | Data             | Torneo                                            | Punteggio di vincita | Par | Margine | Secondo/i                        |
| --- | ---------------- | ------------------------------------------------- | -------------------- | --- | ------- | -------------------------------- |
| 1   | 15 dicembre 2013 | Franklin Templeton Shootout (con Matt Kuchar)     | 64-60-58 = 182       | −34 | 7 colpi | Retief Goosen e Freddie Jacobson |
| 2   | 10 dicembre 2016 | Franklin Templeton Shootout (2) (con Matt Kuchar) | 57-66-65 = 188       | −28 | 1 colpo | Jerry Kelly e Steve Stricker     |
| 3   | 13 dicembre 2020 | QBE Shootout(3) (con Matt Kuchar )                | 58-61-60 = 179       | −37 | 9 colpi | Rory Sabbatini e Kevin Tway      |

## Risultati in campionati importanti
Risultati non in ordine cronologico prima del 2020.
| Torneo               | 2012 | 2013 | 2014 | 2015 | 2016 | 2017 | 2018 |
| -------------------- | ---- | ---- | ---- | ---- | ---- | ---- | ---- |
| The Masters          |      |      | CUT  |      | T42  |      |      |
| US Open              |      |      | T48  |      | T37  | T46  |      |
| Il campionato aperto | T54  | T15  | CUT  | T68  | T46  |      |      |
| Campionato PGA       |      | T61  | CUT  | T48  | T60  |      |      |

| Torneo               | 2019 | 2020 | 2021 | 2022 |
| -------------------- | ---- | ---- | ---- | ---- |
| The Masters          |      |      | T21  |      |
| Campionato PGA       |      | T19  | T64  |      |
| U.S. Open            | T58  | 4    | 3    | T61  |
| Il campionato aperto |      | NT   | T46  | CUT  |

     Top 10
     Non ha giocato
"CUT" = mancato il taglio a metà
"T" = pari al posto
"NT" = Nessun torneo a causa della pandemia COVID-19
| Torneo                | Vince | 2° | 3° | Top-5 | Top-10 | Top 25 | Eventi | Tagli fatti |
| --------------------- | ----- | -- | -- | ----- | ------ | ------ | ------ | ----------- |
| The Masters           | 0     | 0  | 0  | 0     | 0      | 1      | 3      | 2           |
| PGA Championship      | 0     | 0  | 0  | 0     | 0      | 1      | 6      | 5           |
| U.S. Open             | 0     | 0  | 1  | 2     | 2      | 2      | 7      | 7           |
| The Open Championship | 0     | 0  | 0  | 0     | 0      | 1      | 7      | 5           |
| Totali                | 0     | 0  | 1  | 2     | 2      | 5      | 23     | 19          |

- Maggior numero di tagli consecutivi effettuati - 10 (2015 Open Championship - 2020 US Open, attuale)
- Serie più lunga di top-10 - 1 (una volta, attuale)

## Risultati nel campionato dei giocatori
| Torneo                      | 2012 | 2013 | 2014 | 2015 | 2016 | 2017 | 2018 | 2019 |
| --------------------------- | ---- | ---- | ---- | ---- | ---- | ---- | ---- | ---- |
| Il campionato dei giocatori | T64  | T33  | CUT  | CUT  | CUT  | CUT  | CUT  | CUT  |

"CUT" = mancato il taglio a metà
"T" = indica un pareggio per un luogo

## Risultati nei campionati mondiali di golf
| Torneo       | 2013 | 2014 | 2015 | 2016 | 2017 | 2018 | 2019 | 2020 | 2021 |
| ------------ | ---- | ---- | ---- | ---- | ---- | ---- | ---- | ---- | ---- |
| Campionato   |      | T16  |      | 10   |      |      |      |      | 66   |
| Match Play   |      | R16  | R32  |      |      |      |      | NT1  | T42  |
| Invitational | T14  | T31  |      |      |      |      |      |      | 4    |
| Campioni     |      |      | T23  |      |      |      |      | NT1  | NT1  |

1Cancellato per COVID-19

     Top 10
     Non ha giocato
NT = No Torneo
"QF", "R16", "R32", "R64" = Round in cui il giocatore ha perso in match play
"T" = Legato

## Presenze nella nazionale americana
Amatoriale
- Walker Cup: 2011

Professionista
- Ryder Cup: 2021 (vincitore)